# Festival de Cannes 1958
La onzième édition du Festival de Cannes a lieu du 2 au 18 mai 1958 et se déroule au Palais des Festivals dit Palais Croisette, au 50 du boulevard de la Croisette.

## Jury de la compétition
- Marcel Achard, président
- Tomiko Asabuki
- Madeleine Robinson
- Jean de Baroncelli
- Bernard Buffet
- Helmut Käutner
- Dudley Leslie
- Ladislas Vajda
- Charles Vidor
- Sergueï Youtkevitch
- Cesare Zavattini

## Sélection officielle

### Compétition
La sélection officielle en compétition se compose de 26 films :
- Les Chardons du Baragan (Ciulinii Bărăganului) de Louis Daquin
- L'Auberge du Spessart (Das Wirtshaus im Spessart) de Kurt Hoffmann
- Désir sous les ormes (Desire Under the Elms) de Delbert Mann
- L'Arc et la Flûte (En djungelsaga) d'Arne Sucksdorff
- Les Jeunes Maris (Giovani mariti) de Mauro Bolognini
- Goha de Jacques Baratier
- L'Eau vive de François Villiers
- L'Homme de paille (L'uomo di paglia) de Pietro Germi
- La Crique oubliée (La caleta olvidada) de Bruno Gebel
- La Vengeance (La venganza) de Juan Antonio Bardem
- Quand passent les cigognes (Letiat jouravli) de Mikhaïl Kalatozov
- Mon oncle de Jacques Tati
- Au seuil de la vie (Nära livet) d'Ingmar Bergman
- Le Rescapé (Ni liv) d'Arne Skouen
- Ordres d'exécution (Orders to Kill) d'Anthony Asquith
- La Pierre philosophale (Parash Pathar) de Satyajit Ray
- Le Voyage au-delà des trois mers (Pardesi) de Khwaja Ahmad Abbas et Vassili Markelovitch Pronine
- Rosaura à dix heures (Rosaura a las 10) de Mario Soffici
- Sissi face à son destin (Sissi, Schicksalsjahre einer Kaiserin) d'Ernst Marischka
- Les Frères Karamazov (The Brothers Karamazov) de Richard Brooks
- Les Feux de l'été (The Long, Hot Summer) de Martin Ritt
- Fin de crédit (To telefteo psemma) de Michael Cacoyannis
- La Fleur de fer (Vasvirág) de János Herskó
- Visages de bronze de Bernard Taisant
- Pays de neige (Yukiguni) de Shirō Toyoda
- Les Amants du faubourg (Žižkovská romance) de Zbyněk Brynych

### Hors compétition
1 film est présenté hors compétition :
- Gigi de Vincente Minnelli

## Palmarès

### Longs métrages
- Palme d'or : Quand passent les cigognes de Mikhaïl Kalatozov[3] « pour son humanisme, pour son unité et sa haute qualité artistique »[4],[5]
- Prix spécial du Jury : Mon oncle de Jacques Tati
- Prix de la mise en scène : Ingmar Bergman pour Au seuil de la vie
- Prix du scénario original : Pier Paolo Pasolini, Massimo Franciosa et Pasquale Festa Campanile pour Les Jeunes Maris
- Prix collectif d'interprétation féminine : Bibi Andersson, Eva Dahlbeck, Barbro Hiort af Ornäs et Ingrid Thulin pour Au seuil de la vie
- Prix d'interprétation masculine : Paul Newman pour Les Feux de l'été
- Prix le Premier Regard, ex æquo à l'unanimité :
  - Goha de Jacques Baratier
  - Visages de bronze de Bernard Taisant
- Mention spéciale : Tatiana Samoïlova pour Quand passent les cigognes
- Prix de la Commission supérieure technique : Sergueï Ouroussevski pour Quand passent les cigognes

### Courts métrages
- Palme d'or du court métrage :
  - La Seine a rencontré Paris de Joris Ivens
  - La Joconde de Henri Gruel et Jean Suyeux
- Prix spécial - court métrage :
  - Aux sources de la vie (Auf den Spuren des Lebens) de Fritz Heydenreich
  - Comment l'homme est monté vers le ciel (Nez nam narostla kridla) de Jiří Brdečka